# Geoff Davison
Geoffrey Spence Davison (6 augustus 1894 – 3 februari 1966) was een Brits motorcoureur, journalist en schrijver.
Davison was journalist toen hij in 1921 voor het eerst deelnam aan de Isle of Man TT. Hij werd in de 350 cc Junior TT elfde.
In 1920 introduceerde de TT van Man voor het eerst de 250cc-klasse. Ze kreeg nog niet haar eigen race, maar de machines moesten meerijden met de Junior TT. In 1922 kregen ze pas hun eigen klasse, de Lightweight TT. Deze editie werd gewonnen door Davison met een New Imperial. In dat jaar en in 1923 won Davison ook de 250 cc Grand Prix van Frankrijk.
In 1927 beëindigde Davison zijn race carrière en begon hij met de uitgave van de "T.T. Special", een krant die tijdens de Isle of Man TT werd uitgegeven. Hij bleef dit krantje uitgeven tot aan zijn dood in 1966. Toen werd de uitgave overgenomen door de familie Hanks die het tot 1986 uitgaf.
Davison werd na zijn race carrière de kroniekschrijver van de Isle of Man TT. Hij interviewde coureurs voor kranten, tijdschriften en voor zijn eigen "T.T. Special".
Hij schreef een aantal boeken over de Manx Grand Prix en de Isle of Man TT, waaronder "Story of the Manx" en "Story of the TT". Deze boeken stonden vol met beschrijvingen van delen van de Snaefell Mountain Course en tips over de manier van rijden.

## Ferodo Vaselini
Aan het einde van de jaren twintig werd onder de naam Ferodo Vaselini een reserverijder toegelaten tot de trainingen van de Isle of Man TT. Deze rijder, waarvan iedereen dacht dat hij Italiaan was, reed met verschillende machines van de merken New Imperial, Scott en Sunbeam en hij deed dat opmerkelijk goed. De man trok de aandacht van de pers, maar wist na elke training spoorloos te verdwijnen. Pas toen de startlijsten bekend werden gemaakt bleek dat Geoff Davison voor zijn "T.T. Special" een aantal onderdelen had getest, waaronder waarschijnlijk ook Ferodo-remvoeringen.